# Háifoss
Háifoss es una cascada situada cerca del volcán Hekla, al sur de Islandia. El río Fossá, un afluente del Þjórsá, vierte aquí sus aguas desde una altura de 122 metros. Es la segunda catarata más alta de la isla.
Desde la finca histórica de Stöng, que fue destruida por una explosión volcánica en el Medioevo y luego reconstruida, es posible escalar la cascada siguiendo el Fossá (5 a 6 horas en ambas direcciones).